# (3344) Modena
(3344) Modena ist ein Asteroid des inneren Hauptgürtels, der am 15. Mai 1982 am Observatorium San Vittore (IAU-Code 552) in Bologna entdeckt wurde.
Mittlere Sonnenentfernung (große Halbachse), Exzentrizität und Neigung der Bahnebene des Asteroiden entsprechen grob der Vesta-Familie, einer großen Gruppe von Asteroiden, benannt nach (4) Vesta, dem zweitgrößten Asteroiden und drittgrößten Himmelskörper des Hauptgürtels. Nach der SMASS-Klassifikation (Small Main-Belt Asteroid Spectroscopic Survey) wurde bei einer spektroskopischen Untersuchung von Gianluca Masi, Sergio Foglia und Richard P. Binzel bei (3344) Modena ermittelt, dass es sich um einen der seltenen V-Asteroiden handeln könnte.
Adrián Galád und Bill Gray haben errechnet, dass sich (3344) Modena in seiner Umlaufbahn um die Sonne dem Zwergplaneten (1) Ceres im untersuchten Zeitraum 6. November 1967 bis 13. September 2023 am 27. September 1980 auf 0,021136 Astronomische Einheiten (circa 3 Millionen Kilometer) genähert hat, was Auswirkungen auf die Bahn des Asteroiden gehabt haben könnte und bei der Massebestimmung von (1) Ceres geholfen haben könnte, wäre diese zum Zeitpunkt der größten Annäherung untersucht worden.
(3344) Modena wurde am 26. März 1986 nach der Stadt Modena benannt, die circa 40 Kilometer westlich von Bologna entfernt liegt. Im Benennungstext wird auf die Kathedrale von Modena hingewiesen, den Turm der Kathedrale (Torre Ghirlandina) und das Castello Estense. Modena war auch die Heimat der Astronomen Geminiano Montanari (nach dem der Asteroid des äußeren Hauptgürtels (8421) Montanari benannt wurde), Giovanni Battista Amici (nach dem der Asteroid des mittleren Hauptgürtels (3809) Amici benannt wurde), Giuseppe Bianchi und Ermes Colombini (* 1956).